# Mohammed Salisu
Mohammed Salisu Abdul Karim (Accra, 17 april 1999) is een Ghanees voetballer die doorgaans speelt als centrale verdediger. In augustus 2023 verruilde hij Southampton voor AS Monaco. Salisu debuteerde in 2022 in het Ghanees voetbalelftal.

## Clubcarrière
Salisu speelde in Ghana voor Kumasi Barcelona Babies en African Talent, waarna hij in 2017 opgepikt werd door Real Valladolid. Hier speelde hij eerst in het tweede elftal. De centrumverdediger maakte hij debuut voor het eerste tijdens een wedstrijd in de Copa del Rey tegen Getafe. Door een goal van Ángel Rodríguez ging de wedstrijd met 1–0 verloren. Salisu speelde de volledige negentig minuten. Voor zijn competitiedebuut moest Salisu wachten tot het seizoen 2019/20. In mei 2019 had de Ghanees al wel een nieuw contract getekend, tot medio 2022. Op 18 augustus 2019 ging Valladolid op bezoek bij Real Betis. Loren Morón scoorde voor Betis, maar door treffers van Sergi Guardiola en Óscar Plano won Valladolid met 1–2. Salisu was basisspeler. Zijn eerste treffer volgde op 26 oktober, thuis tegen Eibar. Na een goal van Guardiola verdubbelde Salisu de voorsprong, waarmee hij ook de eindstand bepaalde: 2–0.
In de zomer van 2020 maakte Salisu voor een bedrag van circa twaalf miljoen euro de overstap naar Southampton, waar hij zijn handtekening zette onder een verbintenis voor de duur van vier seizoenen. Aan het einde van het seizoen 2022/23 degradeerde hij met Southampton uit de Premier League. Hij daalde niet mee af, maar verkaste voor circa vijftien miljoen euro naar AS Monaco. In het prinsendom tekende Salisu voor vijf seizoenen.

## Clubstatistieken
| Seizoen | Club               | Competitie         | Competitie | Competitie | Beker | Beker | Internationaal | Internationaal | Totaal | Totaal |
| Seizoen | Club               | Competitie         | Wed.       | Dlp.       | Wed.  | Dlp.  | Wed.           | Dlp.           | Wed.   | Dlp.   |
| ------- | ------------------ | ------------------ | ---------- | ---------- | ----- | ----- | -------------- | -------------- | ------ | ------ |
| 2017/18 | Real Valladolid II | Segunda División B | 13         | 1          | —     | —     | —              | —              | 13     | 1      |
| 2018/19 | Real Valladolid II | Segunda División B | 26         | 0          | —     | —     | —              | —              | 26     | 0      |
| 2018/19 | Real Valladolid    | Primera División   | 0          | 0          | 2     | 0     | —              | —              | 2      | 0      |
| 2019/20 | Real Valladolid    | Primera División   | 31         | 1          | 1     | 0     | —              | —              | 32     | 1      |
| 2020/21 | Southampton        | Premier League     | 12         | 0          | 3     | 0     | —              | —              | 15     | 0      |
| 2021/22 | Southampton        | Premier League     | 34         | 0          | 3     | 1     | —              | —              | 37     | 1      |
| 2022/23 | Southampton        | Premier League     | 22         | 0          | 6     | 0     | —              | —              | 28     | 0      |
| 2023/24 | AS Monaco          | Ligue 1            | 12         | 0          | 1     | 0     | —              | —              | 13     | 0      |
| 2024/25 | AS Monaco          | Ligue 1            | 9          | 0          | 0     | 0     | 4              | 1              | 13     | 1      |
| Totaal  | Totaal             | Totaal             | 159        | 2          | 16    | 1     | 4              | 1              | 179    | 4      |

Bijgewerkt op 21 december 2024.

## Interlandcarrière
Salisu maakte op 23 september 2022 zijn debuut in het Ghanees voetbalelftal toen met 3–0 verloren werd van Brazilië in een vriendschappelijke wedstrijd door een doelpunt van Marquinhos en twee treffers van Richarlison. Salisu moest van bondscoach Otto Addo als reservespeler aan het duel beginnen en mocht in de rust invallen voor Felix Afena-Gyan. De andere Ghanese debutanten was Tariq Lamptey (Brighton & Hove Albion). Zijn eerste doelpunt maakte hij op 17 november 2022 tegen Zwitserland, tijdens zijn derde interlandoptreden. Hij opende twintig minuten voor het einde van het duel de score en zag vier minuten later Antoine Semenyo de eindstand bepalen op 2–0.
In november 2022 werd Salisu door bondscoach Otto Addo opgenomen in de voorselectie van Ghana voor het WK 2022. Tien dagen later maakte hij ook onderdeel uit van de definitieve selectie. Tijdens dit WK werd Ghana uitgeschakeld in de groepsfase na nederlagen tegen Portugal en Uruguay en een overwinning op Zuid-Korea. Salisu kwam in alle drie duels in actie en scoorde tegen Zuid-Korea. Zijn toenmalige clubgenoot Armel Bella-Kotchap (Duitsland) was ook actief op het toernooi.
De nieuwe bondscoach Chris Hughton nam Salisu in januari 2024 op in zijn selectie voor het uitgestelde Afrikaans kampioenschap 2023. Ghana werd in de groepsfase uitgeschakeld na een nederlaag tegen Kaapverdië (1–2) en gelijke spelen tegen Egypte (2–2) en Mozambique (2–2). Zijn toenmalige clubgenoten Wilfried Singo (Ivoorkust), Ismail Jakobs, Krépin Diatta (beiden Senegal) en Mohamed Camara (Mali) waren ook actief op het toernooi.
| Interlands van Mohammed Salisu voor Ghana | Interlands van Mohammed Salisu voor Ghana | Interlands van Mohammed Salisu voor Ghana | Interlands van Mohammed Salisu voor Ghana | Interlands van Mohammed Salisu voor Ghana | Interlands van Mohammed Salisu voor Ghana | Interlands van Mohammed Salisu voor Ghana |
| №                                         | Datum                                     | Wedstrijd                                 | Uitslag                                   | Competitie                                | Goals                                     |                                           |
| Als speler bij Southampton                | Als speler bij Southampton                | Als speler bij Southampton                | Als speler bij Southampton                | Als speler bij Southampton                | Als speler bij Southampton                | Als speler bij Southampton                |
| ----------------------------------------- | ----------------------------------------- | ----------------------------------------- | ----------------------------------------- | ----------------------------------------- | ----------------------------------------- | ----------------------------------------- |
| 1                                         | 23 september 2022                         | Brazilië – Ghana                          | 3 – 0                                     | Vriendschappelijk                         |                                           |                                           |
| 2                                         | 27 september 2022                         | Nicaragua – Ghana                         | 0 – 1                                     | Vriendschappelijk                         |                                           |                                           |
| 3                                         | 17 november 2022                          | Ghana – Zwitserland                       | 2 – 0                                     | Vriendschappelijk                         | 70'                                       |                                           |
| 4                                         | 24 november 2022                          | Portugal – Ghana                          | 3 – 2                                     | WK 2022                                   |                                           |                                           |
| 5                                         | 28 november 2022                          | Zuid-Korea – Ghana                        | 2 – 3                                     | WK 2022                                   | 24'                                       |                                           |
| 6                                         | 2 december 2022                           | Ghana – Uruguay                           | 0 – 2                                     | WK 2022                                   |                                           |                                           |
| Als speler bij AS Monaco                  |                                           |                                           |                                           |                                           |                                           |                                           |
| 7                                         | 8 januari 2024                            | Ghana – Namibië                           | 0 – 0                                     | Vriendschappelijk                         |                                           |                                           |
| 8                                         | 14 januari 2024                           | Ghana – Kaapverdië                        | 1 – 2                                     | AK 2023                                   |                                           |                                           |
| 9                                         | 18 januari 2024                           | Egypte – Ghana                            | 2 – 2                                     | AK 2023                                   |                                           |                                           |
| 10                                        | 22 januari 2024                           | Mozambique – Ghana                        | 2 – 2                                     | AK 2023                                   |                                           |                                           |
| 11                                        | 26 maart 2024                             | Oeganda – Ghana                           | 2 – 2                                     | Vriendschappelijk                         |                                           |                                           |
| 12                                        | 6 juni 2024                               | Mali – Ghana                              | 1 – 2                                     | WK 2026 kwalificatie                      |                                           |                                           |
| 13                                        | 10 juni 2024                              | Ghana – Centraal-Afrikaanse Republiek     | 4 – 3                                     | WK 2026 kwalificatie                      |                                           |                                           |
| 14                                        | 5 september 2024                          | Ghana – Angola                            | 0 – 1                                     | AK 2025 kwalificatie                      |                                           |                                           |
| 15                                        | 9 september 2024                          | Nigeria – Ghana                           | 1 – 1                                     | AK 2025 kwalificatie                      |                                           |                                           |
| 16                                        | 10 oktober 2024                           | Ghana – Soedan                            | 0 – 0                                     | AK 2025 kwalificatie                      |                                           |                                           |
| 17                                        | 15 oktober 2024                           | Soedan – Ghana                            | 2 – 0                                     | AK 2025 kwalificatie                      |                                           |                                           |

Bijgewerkt op 21 december 2024.